# Наомі ван Ас
Наомі ван Ас  (нід. Naomi van As, 26 липня 1983) — нідерландська хокеїстка на траві, дворазова олімпійська чемпіонка, дворазова чемпіонка світу, триразова чемпіонка Європи та володарка різних інших престижних титулів.

## Виступи на Олімпіадах
| Олімпіада           | Дисципліна     | Місце |
| ------------------- | -------------- | ----- |
| Пекін 2008          | хокей на траві | 1     |
| Лондон 2012         | хокей на траві | 1     |
| Ріо-де-Жанейро 2016 | хокей на траві | 2     |